# 洛豪河 (特魯帕赫河支流)
49°53′5.80″N 11°20′38.82″E / 49.8849444°N 11.3441167°E

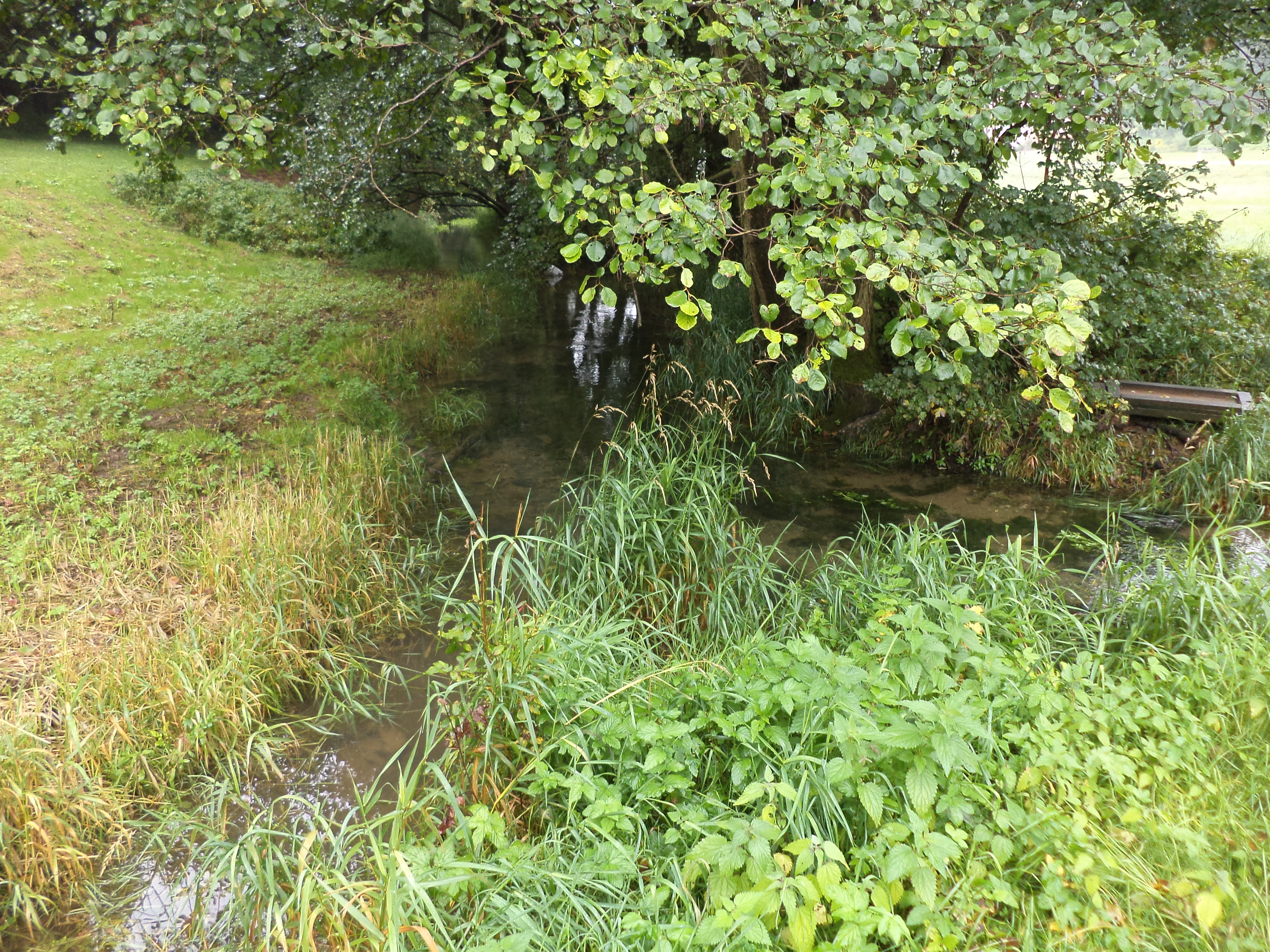

洛豪河（德語：Lochau）是一条德國的河流，位於該國東南部，由巴伐利亞負責管轄，屬於特魯帕赫河的右支流，河道全長17.1公里，流域面積41.7平方公里。它的流域位于上弗兰肯行政区。

## 地理

### 流程
洛豪河发源于图尔瑙的一个居民区洛豪。它首先向西流，然后转向西南。随后它又获得一座泉水的水流加强。此后洛豪河流过三个居民点。在普兰肯费尔斯的一个居民点它注入特魯帕赫河。

## 外部链接

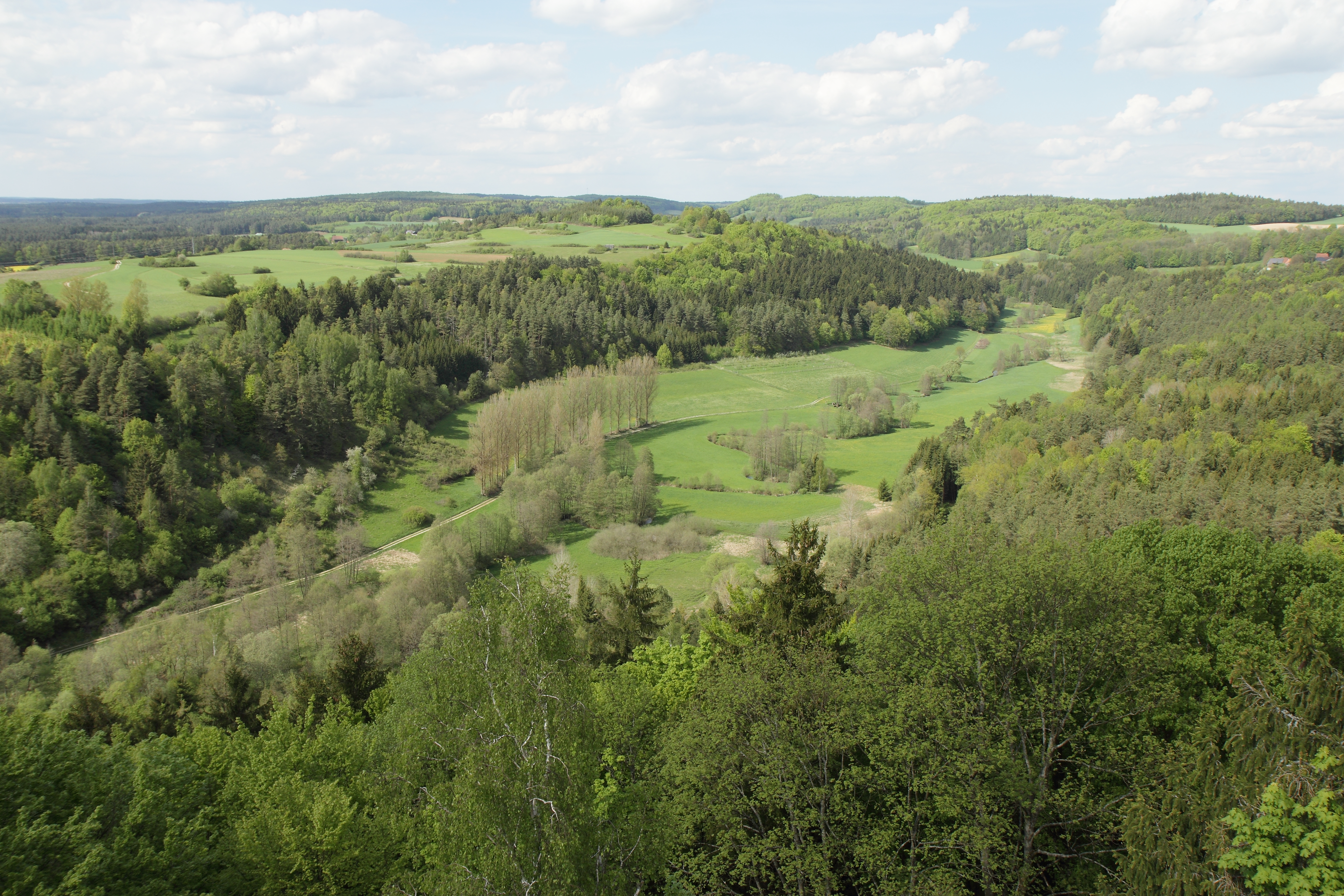
从普兰肯费尔斯城堡看洛豪河河谷